# Caldas, Boyacá
Caldas là một thị xã và đô thị ở Departamento Boyacá, thuộc phân vùng Western Boyacá.